# Andrei Bely
Andrei Bely (tiếng Nga: Андрей Белый) là bút danh của Boris Nikolaevich Bugaev (16 /10 /1880 – 8/1/1934) là nhà thơ, nhà văn, nhà phê bình, một đại diện tiêu biểu của trường phái ấn tượng Nga.

## Tiểu sử
Andrei Bely sinh ra trong gia đình giáo sư toán học Nicolai Vasilevich Bugaev và sống những năm tháng đầu đời ở đường phố Arbat, trung tâm của Moskva. Những năm 1891 – 1899 học ở trường gymnazy Polivanov nổi tiếng mà những năm cuối rất say mê Phật giáo và thuyết huyền bí cùng với văn học. Andrei Bely chịu ảnh hưởng của Dostoievsky, Soloviev, Ibsen, Nietzsche. Năm 1903 tốt nghiệp khoa toán-lý, Đại học Moskva. Các năm 1904-1905 học tiếp ở khoa lịch sử và ngôn ngữ của trường này. Sự làm quen với những thành tựu mới nhất của vật lý, toán học và các môn khoa học khác (khái niệm về thời gian, không gian, về cấu trúc vật chất…) được Andrei Bely thể hiện trong các hính tượng văn học cũng như trong những tác phẩm triết học về văn hóa.
Năm 1904 Andrei Bely làm quen với Aleksandr Blok và họ trở thành những người bạn thân của nhau. Thời gian này vợ của A. Blok là Lyubov Mendeleeva, con gái của nhà bác học vĩ đại D. I. Mendeleev thường than phiền với Andrei Bely về chuyện Blok có quan hệ với rất nhiều cô gái xinh đẹp, dễ tính mà đâm ra chểnh mảng với cô. Thế rồi điều gì phải đến đã đến, một hôm Lyubov Mendeleeva thổ lộ tình yêu của mình với Andrei Bely và nhận được tình cảm đáp lại. Họ trở thành những người tình. Năm 1906, A. Blok viết vở kịch nổi tiếng Balaganchich (Балаганчик) về một tam giác tình yêu làm cho Lyubov Mendeleeva rất khó xử, quyết định tạm chia tay với người tình để trở về với chồng. Thời gian này Andrei Bely từng có y định tự tử nhưng không thành. Cuối cùng Andrei Bely cũng đủ can đảm để chia tay với người tình để đi ra nước ngoài. Thời gian hai năm sống ở nước ngoài Andrei Bely sáng tác hai tập thơ, chủ yếu viết về người tình và A. Blok. Trở về nước Nga, Andrei Bely cưới Asya Turgeneva và họ cùng nhau đi du lịch sang Sicilia – Tunisia – Ai Cập – Palestine và chỉ trở về Nga năm 1916. Sau cách mạng tháng Mười, Andrei Bely dạy lý thuyết văn học cho các nhà văn cách mạng ở trường Đại học Văn hóa vô sản Moskva.
Năm 1918 Asya Turgeneva bỏ Andrei Bely để đi lấy chồng khác. Mãi đến năm 1929 ông mới lấy vợ khác – là một người phụ nữ bỏ chồng của mình và tự nguyện đến với ông. Andrei Bely chết trên tay người vợ này ngày 8 tháng 2 năm 1934.
Andrei Bely là người thành công trong cả văn xuôi cũng như thơ. Ông được người đời nhớ đến như hình tượng của một Hoàng tử Buồn trong văn học.

## Tác phẩm
Văn xuôi:
- Симфония, 1902
- Северная симфония, 1904
- Возврат, 1905
- Кубок метелей, 1908
- Серебряный голубь, 1909

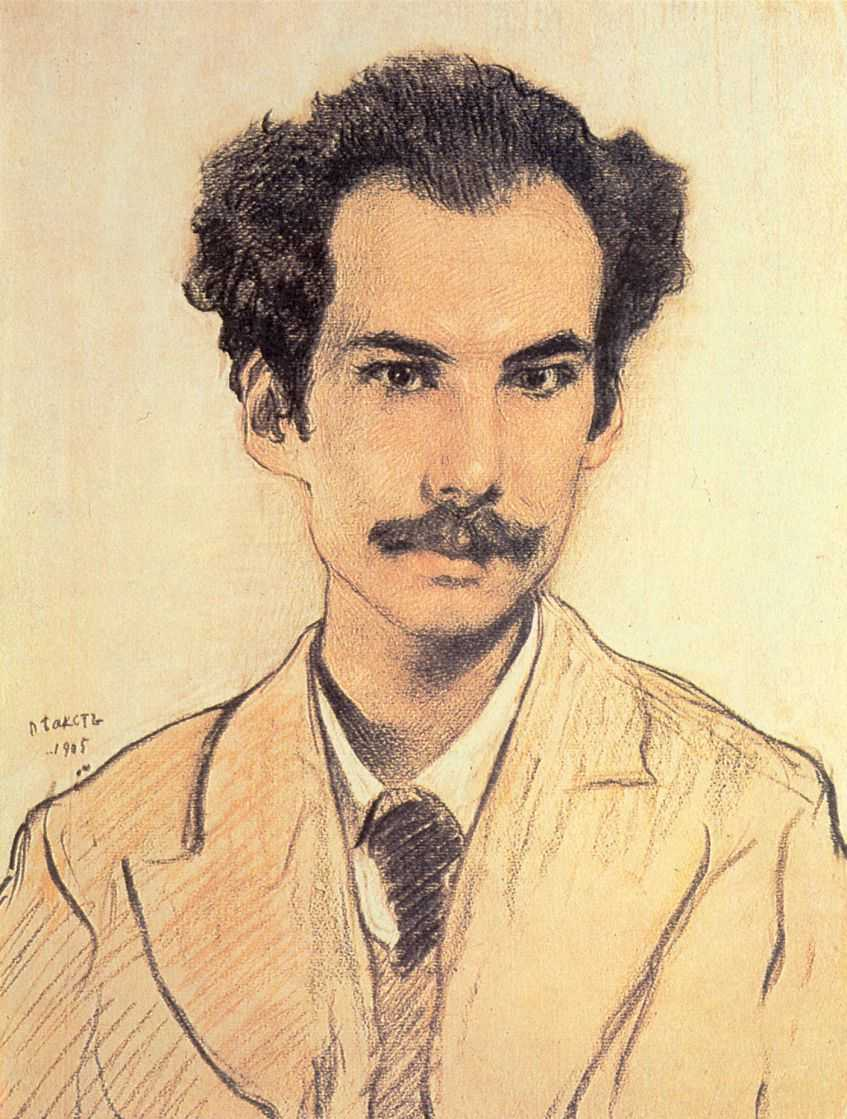
Andrei Bely, tranh của Leon Bakst, 1905

- Трагедия творчества. Достоевский и Толстой, 1911
- Символизм, 1910
- Луг зелёный, 1910
- Арабески, 1911
- Котик Летаев, 1914-1915
- Рудольф Штейнер и Гёте в мировоззрении современности, 1917
- Крещёный китаец, 1921
- На перевале, 1918-1919
- Москва («Московский чудак», «Москва под ударом», 1926)
- Маски, 1932
- Ритм как диалектика и „Медный всадник, 1929

Các tập thơ:
- Золото в лазури, 1904
- Пепел, 1909
- Урна, 1909

## Một vài bài thơ
| Tình yêu Giờ dịu êm. Sóng vỗ dưới bàn chân Em mỉm cười, thì thầm lời giã biệt: "Mình gặp lại nhau… trước ngày hẹn gặp…" Hai đứa mình đều hiểu đấy dối gian. Rằng chúng mình vĩnh biệt đến ngàn năm Cả bầu trời cháy lên màu đỏ thắm Những cánh buồn trên con tàu nổi giận Tiếng hải âu kêu trên sóng dập dờn. Anh nhìn xa, ngực nhói một nỗi buồn Trên con tàu giữa hoàng hôn rẽ sóng Như chim thiên nga giăng ra đôi cánh Giữa dịu dàng, giữa bọt sóng màu lam. Và con tàu đi về chốn vô biên. Giữa nền trời một màu vàng tái nhợt Bỗng hiện ra một đám mây mờ mịt Và bừng cháy lên màu tím thạch anh. Gửi Asya (Trong lần giã biệt) Màu thanh thiên bỗng tái nhợt xanh xao Những tảng đá như đang nhìn vào bóng Từ trong đêm đen chuyển vào ngày nắng Những đỉnh núi cao ánh sáng lập lòe. Ngày nối theo ngày, giờ tiếp theo giờ Thời gian gắn hai ta vào muôn thuở Đôi con mắt của em như rực lửa Lửa rực trong bờ mi vẫn khép hờ. Người bạn thủy chung, cuối cùng, muôn thuở Đừng trách chi sự im lặng của anh Trong im lặng có sợ hãi, đau buồn Và hiểu biết của tình không thể tả. Bản dịch của Nguyễn Viết Thắng | Любовь Был тихий час. У ног шумел прибой. Ты улыбнулась, молвив на прощанье: "Мы встретимся... До нового свиданья..." То был обман. И знали мы с тобой, что навсегда в тот вечер мы прощались. Пунцовым пламенем зарделись небеса. Đỏ thắm На корабле надулись паруса. Над морем крики чаек раздавались. Я вдаль смотрел, щемящей грусти полн. Мелькал корабль, с зарею уплывавший средь нежных, изумрудно-пенных волн, как лебедь белый, крылья распластавший. И вот его в безбрежность унесло. На фоне неба бледно-золотистом вдруг облако туманное взошло и запылало ярким аметистом. Асе (При прощании с ней) Лазурь бледна: глядятся в тень Громадин каменные лики: Из темной ночи в белый день Сверкнут стремительные пики. За часом час, за днями дни Соединяют нас навеки: Блестят очей твоих огни В полуопущенные веки. Последний, верный, вечный друг,- Не осуди мое молчанье; В нем - грусть: стыдливый в нем испуг, Любви невыразимой знанье. |